# Bataille des hauteurs de l'Ancre
Première Guerre mondiale
La bataille des hauteurs de l'Ancre ou bataille de la crête d'Ancre est une bataille de la Première Guerre mondiale qui s'est déroulée du 1er octobre au 11 novembre 1916 au cours de la bataille de la Somme.

## Historique
Cette bataille fut le prolongement des attaques britanniques après la bataille de la crête de Thiepval. La bataille était menée par l'armée de réserve (en) (renommée 5e armée le 29 octobre). Celle-ci a mené d'importantes attaques les 1er, 8, 21 et 25 octobre ainsi qu'à partir du 10 novembre.

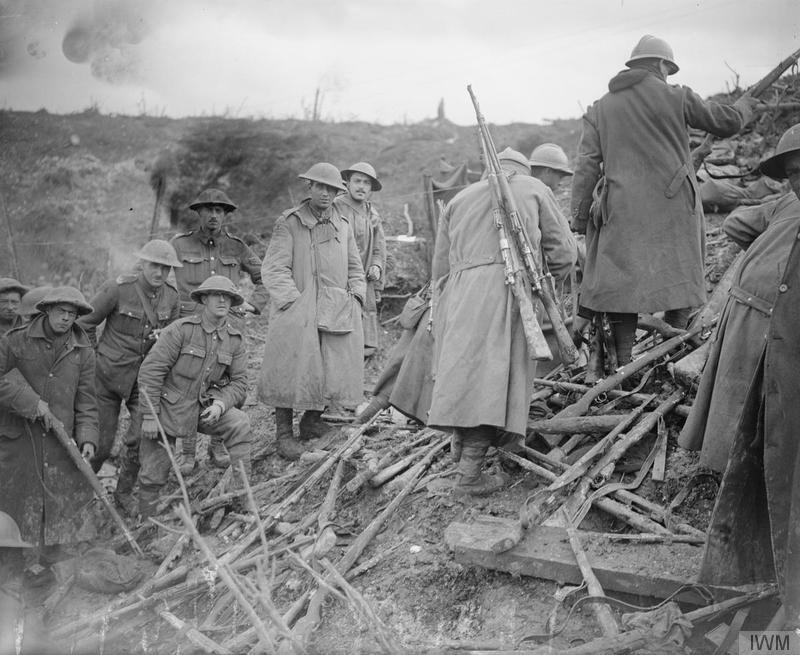
Bataille des hauteurs de l'Ancre, novembre 1916.

## Annexe